# Amt Teuschnitz

Das (1844 abgebrochene) burgartige Amtshaus, der ehemalige Sitz des Amtes

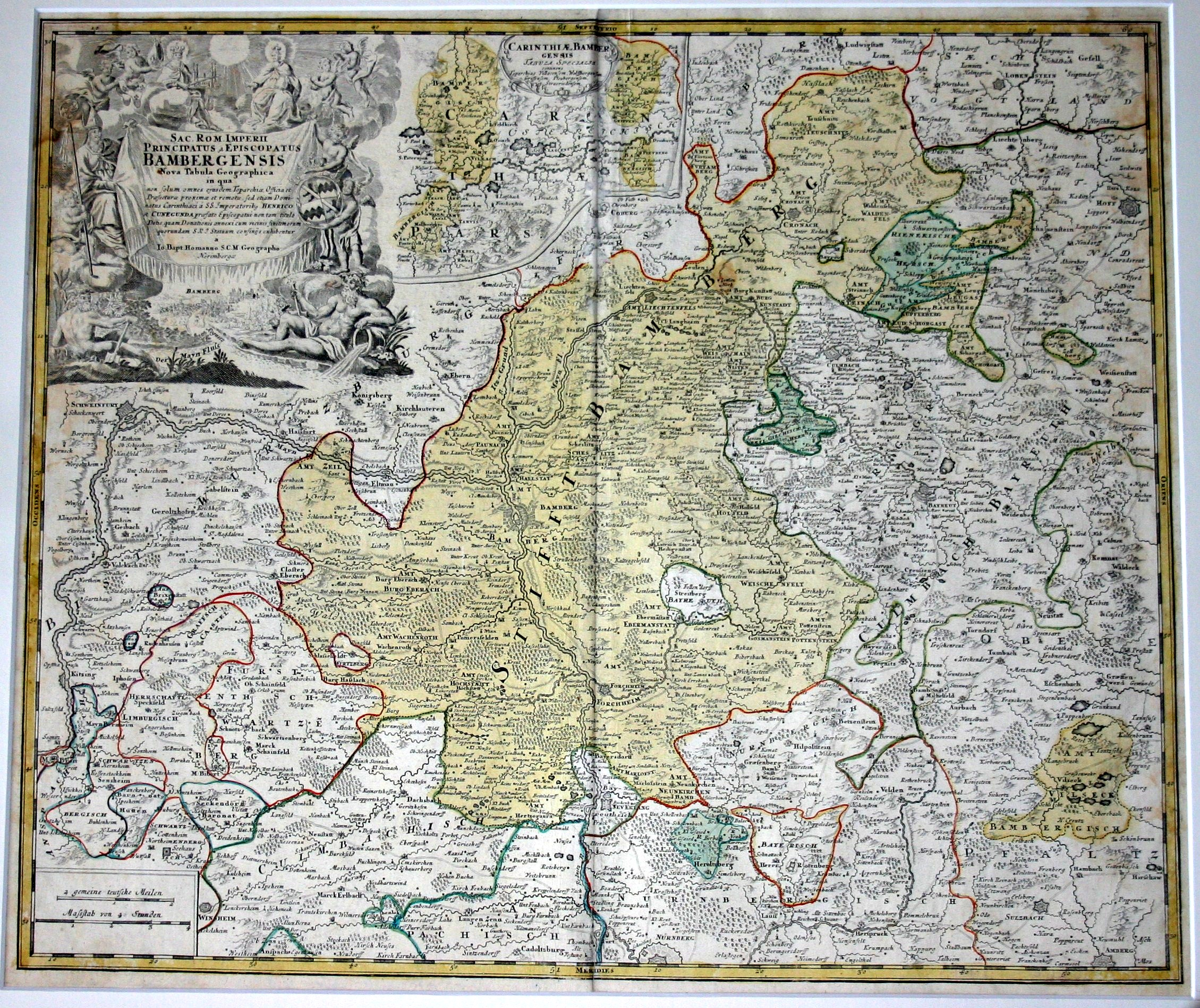
Das Territorium des Hochstiftes Bamberg mit dem Amt Teuschnitz im äußersten Nordosten

Das Amt Teuschnitz war ein Verwaltungsgebiet des Hochstiftes Bamberg, eines reichsunmittelbaren Territoriums im Heiligen Römischen Reich. Das dem Fränkischen Reichskreis zugeordnete Hochstift Bamberg war ein geistliches Fürstentum, das bis 1802 existierte.

## Geografie
Das im Nordosten des Hochstiftes gelegene Amt Teuschnitz war das nördlichste bambergische Amt. Seine bambergischen Nachbarämter waren das Amt Kronach im Westen und Süden sowie das Amt Nordhalben im Südosten. Nördlich des Teuschnitzer Amtes lag das zum Fürstentum Bayreuth gehörende Amt Lauenstein und nordöstlich davon das Fürstentum Saalfeld und die Grafschaft Reuß-Ebersdorf.

## Geschichte
Bis zum Jahr 1388 stand das Gebiet des Amtes Teuschnitz unter der Herrschaft reichsunmittelbarer Adeliger, dann ging es durch käuflichen Erwerb in den Besitz des Hochstiftes Bamberg über. Ebenso wie das benachbarte bambergische Amt Kronach wurde es um die Mitte des 18. Jahrhunderts zu einem Oberamt aufgewertet.

## Struktur
Die Verwaltung des Amtes Teuschnitz bestand aus einem Oberamt, einem Vogteiamt, einem Steueramt und einem Centamt. Die Amtsleitung hatte ein Oberamtmann, der auch als Stadt-, Amts- und Centrichter fungierte. In Personalunion nahm dieser auch die Aufgaben des Vogtes und Kastners von Rothenkirchen wahr. Zum Amtspersonal gehörten noch ein Steuereinnehmer, ein Amtsknecht sowie  Schultheißen in zwölf Ortschaften des Amtsbezirks. Der Verwaltungssitz des Amtes befand sich in Teuschnitz. Das hierfür genutzte Amtshaus wurde 1844 nach einem Stadtbrand abgebrochen, an dessen Stelle befindet sich heute das Rathaus der Stadt.

### Vogteiamt
Das Vogteiamt Teuschnitz war eines der 54 Vogteiämter des Hochstiftes Bamberg. Sein Vogteibezirk umfasste folgende Dorfmarkungen und Ortschaften:
- Die Dörfer Buchbach,[9][10], Förtschendorf,[11][12], Haßlach bei Teuschnitz,[13][14], Hirschfeld,[15][16] Kehlbach,[17][18] Marienroth,[19][20] Rappoltengrün,[21][22] Reichenbach,[21][22] Steinbach am Wald[23][24] Tschirn,[25][26] Wickendorf,[27][28] und Windheim,[29][30] (alle mit Ausübung der Dorf- und Gemeindeherrschaft)
- Die Stadt Teuschnitz[23][31] sowie die beiden Einöden Rauschenberg[21][19][20] und Rauschenhof.[21][27][28] (mit Ausübung von vogtei- und grundherrschaftlichen Rechten)

### Centamt
Das Centamt Teuschnitz war eines der 29 Centämter des Hochstiftes Bamberg. Sein Hochgerichtsbezirk umfasste den gesamten Vogteibezirk des Teuschnitzer Amtes sowie die Stadt Teuschnitz, die ein Mediat dieses Amtes war. Außerdem lag auch noch das Gebiet der hochstiftischen Verwaltung Rothenkirchen in diesem Gerichtsbezirk.

### Steueramt
Das Steueramt Teuschnitz war eines der 46 Steuerämter des Hochstiftes Bamberg. Zu seinem Zuständigkeitsbereich gehörten neben den bambergischen Kammerlehen auch die Besitzungen der Stadt Teuschnitz.
Die wirtschaftliche Bedeutung des Amtes für das Hochstift Bamberg war unterdurchschnittlich und wurde daher als Amt II. Klasse (von 5) geführt. Die Steuererträge des Steueramtes betrugen im Schnitt in der Amtszeit von Peter Philipp von Dernbach (1672–1683) 2200 und in der Amtszeit von Marquard Sebastian Schenk von Stauffenberg (1683–1693) 1682 fränkische Gulden pro Jahr.

## Persönlichkeiten

### Oberamtmänner
- Franz Joseph von Redwitz (1796)[35]
- Christoph Philipp Freiherr von Treutenberg (1774)[36]
- Ferdinand Christoph von Künsberg (1760–1765)[37]
- Franz Ludwig Ernst Josef Ignatz von Bibra (1757–1760)[38]
- Karl Dietrich von Künsberg (1748–1757)[39]
- Wolf Philipp von Lindenfels (1720–1748)[40]
- Dietrich Carl von Erthal (1714–1720)[41]
- Johann Georg von Schaumberg (1708–1713)[42]
- Johann Ludwig Pfreumder von Bruck (vor 1677)[43]

### Andere Beamte
- Johann Conrad Bisani (1796) (Stadt-, Amts- und Centrichter)[35]
- Andreas Franz Eichhorn (1774) (Centrichter)
- Johann Baptist Förtsch (1774) (Steuereinnehmer)[44]